# Randia
Genre
Randia est un genre monotypique de passereaux de la famille des Bernieridae. Il est endémique de l'Est de Madagascar.

## Liste des espèces
Selon la classification de référence du Congrès ornithologique international (version 8.1, 2018) :
- Randia pseudozosterops Delacour & Berlioz, 1931 — Randie malgache, Fauvette de Rand, Pseudozostérops de Rand